# 蜈蚣里
蜈蚣里，是南投縣埔里鎮的里，位於鎮內東部，是埔里鎮面積最大的村里。

## 起源
由於其位置在蜈蚣崙山腳下，因此得名蜈蚣里。

## 歷史
早期是原住民和平埔族部落交界，清朝時期，隨者漢人的開墾，清政府在此地設立軍營和「換番居」，日治時期，日本人在此地建立「換番所」，來作為交換物資地點，並隨後建立輕便車軌道，用來運輸甘蔗和蔗糖，現今蜈蚣里成為國道六號交流道終點站。

## 人口
根據南投縣民政局統計，2023年共有2810人，有1102戶，在2022年統計，男性人口有1432人，女性為1378人，相當於103.92％性別比，近十年人口成長率為-11.88％。
| 年份  | 人口  |
| ----- | ----- |
| 2011  | 3,233 |
| 2012  | 3,189 |
| 2013  | 3,138 |
| 2014  | 3,155 |
| 2015  | 3,100 |
| 2016  | 3,063 |
| 2017  | 3,044 |
| 2018  | 2,972 |
| 2019  | 2,900 |
| 2020  | 2,914 |
| 2021  | 2,866 |
| 2022  | 2,810 |
| [ 5 ] |       |

## 社群範圍
蜈蚣里第1、2、3、4、20、21鄰。

## 族群
有客家人、閩南人、原住民、噶哈巫族、新住民、榮民居住的社區。

## 觀光景點
- 埔里蜈蚣里賞蝶步道[8]
- 台光香草園
- 歐莉葉荷城堡
- 鯉魚潭風景區
- 有機菜園
- 香草騎士
- 香草農夫[9]

## 交通
- 國道六號[10]

## 醫療
- 台中榮民總醫院埔里分院
- 巷弄長照站[11]

## 公園
- 楓香公園[12]

## 宗教
- 平埔番祖廟[13]

## 媒體
- 蜈蚣崙社區報[14]